# Zemský okres Altenkirchen (Westerwald)
Zemský okres Altenkirchen (Westerwald) (německy Landkreis Altenkirchen (Westerwald)) je zemský okres v německé spolkové zemi Porýní-Falc. Sídlem správy zemského okresu je město Altenkirchen (Westerwald). Má přibližně 129 tisíc obyvatel. 

## Města a obce
Města:
1. Altenkirchen (Westerwald)
2. Betzdorf
3. Daaden
4. Herdorf
5. Kirchen (Sieg)
6. Wissen

Obce:
1. Almersbach
2. Alsdorf
3. Bachenberg
4. Berod bei Hachenburg
5. Berzhausen
6. Birken-Honigsessen
7. Birkenbeul
8. Birnbach
9. Bitzen
10. Brachbach
11. Breitscheidt
12. Bruchertseifen
13. Bürdenbach
14. Burglahr
15. Busenhausen
16. Derschen
17. Dickendorf
18. Eichelhardt
19. Eichen
20. Elben
21. Elkenroth
22. Emmerzhausen
23. Ersfeld
24. Etzbach
25. Eulenberg
26. Fensdorf
27. Fiersbach
28. Flammersfeld
29. Fluterschen
30. Forst
31. Forstmehren
32. Friedewald
33. Friesenhagen
34. Fürthen
35. Gebhardshain
36. Gieleroth
37. Giershausen
38. Grünebach
39. Güllesheim
40. Hamm (Sieg)
41. Harbach
42. Hasselbach
43. Helmenzen
44. Helmeroth
45. Hemmelzen
46. Heupelzen
47. Hilgenroth
48. Hirz-Maulsbach
49. Horhausen (Westerwald)
50. Hövels
51. Idelberg
52. Ingelbach
53. Isert
54. Katzwinkel (Sieg)
55. Kausen
56. Kescheid
57. Kettenhausen
58. Kircheib
59. Kraam
60. Krunkel
61. Malberg
62. Mammelzen
63. Mauden
64. Mehren
65. Michelbach (Westerwald)
66. Mittelhof
67. Molzhain
68. Mudersbach
69. Nauroth
70. Neitersen
71. Niederdreisbach
72. Niederfischbach
73. Niederirsen
74. Niedersteinebach
75. Nisterberg
76. Obererbach (Westerwald)
77. Oberirsen
78. Oberlahr
79. Obersteinebach
80. Oberwambach
81. Ölsen
82. Orfgen
83. Peterslahr
84. Pleckhausen
85. Pracht
86. Racksen
87. Reiferscheid
88. Rettersen
89. Rosenheim
90. Roth
91. Rott
92. Scheuerfeld
93. Schöneberg
94. Schürdt
95. Schutzbach
96. Seelbach (Westerwald)
97. Seelbach bei Hamm (Sieg)
98. Seifen
99. Selbach (Sieg)
100. Sörth
101. Steinebach/Sieg
102. Steineroth
103. Stürzelbach
104. Volkerzen
105. Wallmenroth
106. Walterschen
107. Weitefeld
108. Werkhausen
109. Weyerbusch
110. Willroth
111. Wölmersen
112. Ziegenhain